# Oenanthe densa
Oenanthe densa är en flockblommig växtart som beskrevs av Joseph Woods. Oenanthe densa ingår i släktet stäkror, och familjen flockblommiga växter. Inga underarter finns listade i Catalogue of Life.